# Agrypnus claudinae
Agrypnus claudinae  (лат.) — вид жуков из семейства щелкуны (Elateridae). Эндемик Мадагаскара. Длина 4,5 мм, ширина 2,1 мм. Тело овальной формы, выпуклое. Основная окраска тёмная красно-коричневая; задняя половина надкрылий чёрно-коричневая. Усики короткие, достигают только середины переднеспинки. Пронотум в 1,3 раз шире своей длины и в передней трети с почти параллельными боками. Скутеллюм в 1,2 раз длиннее своей ширины, слегка выпуклый, грубо пунктированный. Надкрылья в 2,5 раз длиннее переднеспинки и в 1,75 длиннее своей ширины. От других видов своего рода отличаются опушением и необычной укороченной и широкой формой тела.
Вид Agrypnus claudinae был впервые описан в 2003 году украинским энтомологом Владимиром Гдальевичем Долиным(1932—2004; Институт зоологии им. И. И. Шмальгаузена НАН Украины, Киев, Украина) и французским колеоптерологом Ц. Жиро (C. Girard, Франция). Видовое название дано в честь малайзийского натуралиста Марии Клодин Ранорозоа (M-me Marie Claudine Ranorosoa, сотрудница Отделения Primatologiste Nutrionniste Department Faune of the Parc Botanique et Zoologique de Tsimbazaza, Мадагаскар) за помощь в работе. Близок к виду Agrypnus albopictus Candeze.